# Vanuatu nos Jogos Paralímpicos de Verão de 2020
Vanuatu participará dos Jogos Paralímpicos de Verão de 2020, que ocorrerão na cidade de Tóquio, Japão. Nesta edição, contará com a presença de apenas um atleta.
O país estreou nos Jogos em 2000 e esta será sua 4ª participação.

## Competidores

### Por modalidade esportiva
| Esporte   | Masculino | Feminino | Total |
| --------- | --------- | -------- | ----- |
| Atletismo | 1         | 0        | 1     |
| Total     | 1         | 0        | 1     |

## Atletismo
Vanuatu enviou um atleta do lançamento de dardos aos Jogos após conseguir uma vaga via conquista da medalha de prata nos Jogos de Arafura (Jeux de l'Arafura) de 2019.
| Atleta   | Evento              | Qualificação | Qualificação | Final     | Final |
| Atleta   | Evento              | Resultado    | Pos.         | Resultado | Pos.  |
| -------- | ------------------- | ------------ | ------------ | --------- | ----- |
| Ken Kahu | Lançamento de dardo |              |              |           |       |